# Cloniophorus collarti
Cloniophorus collarti är en skalbaggsart som beskrevs av Louis Burgeon 1931. Cloniophorus collarti ingår i släktet Cloniophorus och familjen långhorningar. Inga underarter finns listade i Catalogue of Life.